# Dimbo
Dimbo is een plaats in de gemeente Tidaholm in het landschap Västergötland en de provincie Västra Götalands län in Zweden. De plaats heeft 93 inwoners (2005) en een oppervlakte van 22 hectare. Dimbo wordt omringd door zowe landbouwgrond als bos en ligt op een plaats waar verschillende wegen samenkomen, ook is er een kerk in de plaats te vinden. De plaats Tidaholm ligt zo'n twintig kilometer ten noordoosten van het dorp.